# Johannes von Buchwald
Johannes von Buchwald, auch de Buchwald, (* 7. April 1658 in Meldorf; † 24. Oktober 1738 in Kopenhagen) war ein Chirurg und Hochschullehrer.

## Leben und Wirken
Johannes von Buchwald war ein Sohn von Detlev von Buchwald und dessen Ehefrau Magdalena, geborene Boje. Der Vater arbeitete gemäß der Cimbria literata laut Johann Moller als königlicher Landschreiber in Süderdithmarschen. Laut Johann Adrian Bolten war er wahrscheinlich lediglich Kirchspielschreiber in Meldorf.
Da beide Eltern vermutlich im Jahr seiner Geburt starben, verbrachte von Buchwald seine Kindheit und Jugend auf dem Gut des Onkels Balthasar Johann von Buchwald in Lütkenharstede. 1674 zog er von dort nach Kopenhagen, wo sein Onkel Nicolai Boje, ein Bruder seiner Mutter, als Meister der Barbierzunft und Amtschirurg arbeitete. Von Buchwald lernte in der Barbierstube Bojes, die sich auf dem Markt auf Amager befand, das Handwerk des Chirurgen. Begleitend hierzu besuchte er die Anatomiekammer der Universität Kopenhagen, die Demonstrationen nicht nur für Studenten, sondern auch für Barbierchirurgen in Ausbildung anbot.
1680 beendete von Buchwald die Ausbildung mit der Gesellenprüfung. Danach begab er sich auf eine seinerzeit verpflichtende vierjährige Wanderschaft. Während dieser Zeit arbeitete er in Danzig, Berlin, Hamburg und Bremen. Von dort zog er nach Holland, ging über Deutschland nach Polen und anschließend von Schlesien nach Wien. In der österreichischen Hauptstadt praktizierte er bei dem kaiserlichen Leibchirurgen Hawelant, zu dessen Patienten am Wiener Hof auch Andreas Pauli von Liliencron gehörte.
Während seines Aufenthalts in Wien wurde von Buchwald Zeuge der Zweiten Wiener Türkenbelagerung und der Schlacht am Kahlenberg. 1684 ging er wieder nach Kopenhagen und erhielt den Titel eines Schiffschirurgen. 1686 besuchte er Leiden und Paris. In der französischen Hauptstadt nahm er an Vorlesungen über Anatomie, Chirurgie, Geburtshilfe, Botanik und Chemie teil. Nach seiner Rückkehr nach Kopenhagen 1689 wurde er zum Leibchirurgen des Kronprinzen ernannt.
1690 fertigte von Buchwald sein Meisterstück und kaufte Meisterehren. Danach arbeitete er als Chirurg im Krankenhaus Kvæsthus. Nach dem Tod seines Onkels Boje übernahm er dessen Ämter. Im selben Jahr reiste er mit dem dänischen Kronprinzen und lernte dabei in Montpellier und Angers. 1692 kam er nach Kopenhagen zurück und arbeitete bis 1697 als Amtsmeister.
Von Buchwald erhielt ein Stipendium des Königs und studierte an der medizinischen Fakultät in Leiden. Er beendete das Studium 1699 als Lic. med. Ein weiteres Studium an der Universität Kopenhagen bei Caspar Bartholin dem Jüngeren schloss er 1700 mit der Promotion zum Dr. med. ab.
1707 folgte von Buchwald einem Ruf König Friedrich IV. als dessen Leibarzt und übernahm 1717 eine ordentliche Professur für Anatomie, Chirurgie und Botanik an der Universität Kopenhagen, an der er drei Jahre als Rektor fungierte. 1717 wurde er zum Justizrat, 1728 zum Etatsrat ernannt.

## Bedeutung als Mediziner
Da von Buchwald gelernter Barbierchirurg war, genoss er unter Akademikern kein hohes Ansehen. Trotz Hohn und Spott seitens dieses Personenkreises leistete er wesentliche Beiträge an der Kopenhagener Universität. Ab 1699 führte er regelmäßige Sektionsübungen für studierende Chirurgen durch. Er galt als sehr fähiger praktischer Chirurg, der deutliche Verbesserungen in der Herniotomie erreicht haben soll. Als Barbierchirurg unterrichtete er eher praktische Medizin.
Von Buchwald setzte sich insbesondere für die Geburtenhilfe ein. Als erster Arzt an der Kopenhagener Universität hielt er Vorlesungen hierzu ab. Außerdem unterstützte er die praktische Ausbildung von Hebammen und die Einrichtung von Hebammenbezirken. Auf ihn ging eine Verordnung vom 30. November 1714 zurück, die „die Prüfung, die Annahme und die Umstände der Hebammen sowohl in Kopenhagen wie überall in Dänemark“ beschrieb. Die Verordnung sah vor, dass Hebammen anstelle der bis dahin üblichen Unterweisung durch Geistliche eine Fachausbildung erhalten sollten, die den Physici Dänemarks erstmals ermöglichte, diese amtlich zu überwachen.

## Familie
Am 6. Oktober heiratete von Buchwald seine Base Anna Margaretha von Buchwald, die am 21. April 1735 begraben wurde. Seine Ehefrau war eine Tochter von Balthasar Johannes (Hans Balster) von Buchwald und dessen Ehefrau Catharina Margaretha, geborene Hudtwalcker aus Brunsbüttel.
Das Ehepaar von Buchwald bekam zwölf Kinder. Der Sohn Balthasar Johannes Buchwald (1679–1763) arbeitete von 1725 bis 1738 als Landphysikus für Falster und Lolland und hatte eine Professur an der Universität Kopenhagen. Der Sohn Frederic (1706–1752) praktizierte als Arzt in Aalborg.